# Cesare Bettini
Cesare Bettini (1801 – 1855) è stato un pittore, litografo, modellatore e disegnatore anatomico italiano, attivo nel bolognese.

## Biografia
I suoi primi lavori, risalenti all'inizio degli anni trenta del XIX secolo, hanno riguardato l'apparato iconografico per le pubblicazioni dell'Accademia delle Scienze di Bologna, eseguendo numerose tavole litografiche a corredo dei contributi scientifici di anatomisti quali Michele Medici, Francesco Mondini e Luigi Calori. In quello stesso periodo suoi ritratti di medici, naturalisti e artisti, fra i quali Ercole Lelli, Giovanni e Anna Manzolini, hanno arricchito le relative biografie a stampa.
Dal 1850 egli venne nominato modellatore dei gabinetti anatomici dell'ateneo, dando un contributo nell'anatomia umana grazie ai suoi modelli ceroplastici; inoltre lavorando per i musei contribuì anche alla patologia animale. In particolare, nel museo di anatomia patologica e teratologia veterinaria di Ozzano dell'Emilia, intitolato a Giovanni Battista Ercolani, sono conservati 320 modelli di Bettini in gesso e in cera di dimensioni reali.

## Opere
- "L'opera colossale dell'anatomia del cervello"[6]